# Synagogue de Western Marble Arch
La Synagogue de Western Marble Arch a été fondée en 1761 et est aujourd'hui une synagogue orthodoxe moderne basée au centre de Londres et le résultat de la réunion de deux communautés.
Jonathan Sacks, le grand-rabbin britannique et du Commonwealth, choisit de diriger cette communauté à partir de novembre 2003 et en a fait son poste officiel depuis mai 2004.